# Timothée Chalamet
Timothée Hal Chalamet (/ˈtɪməθi ˈʃæləmeɪ/; sinh ngày 27 tháng 12 năm 1995) là một nam diễn viên người Mỹ gốc Pháp. Chalamet bắt đầu sự nghiệp diễn xuất của mình bằng những bộ phim ngắn trước khi xuất hiện trong phim truyền hình Tổ quốc (2012). Anh lần đầu ra mắt với vai trò diễn viên điện ảnh bằng vai phụ trong Men, Women & Children (2014) và trong phim khoa học viễn tưởng Hố đen tử thần (2014).
Năm 2017, Chalamet được công nhận rộng rãi với vai chính trong bộ phim điện ảnh lãng mạn của đạo diễn Luca Guadagnino Call Me by Your Name. Màn thể hiện trong Call Me by Your Name mang về cho anh một đề cử giải Oscar, giúp anh trở thành người trẻ tuổi thứ ba được Viện Hàn lâm đề cử cho hạng mục Nam diễn viên chính xuất sắc nhất, đồng thời cũng là người trẻ tuổi nhất kể từ năm 1939. Chalamet sau đó có một số vai phụ tiêu biểu trong phim tuổi mới lớn Lady Bird: Tuổi nổi loạn (2017), phim Viễn Tây Hostiles (2017) và đặc biệt là vai diễn thiếu niên nghiện ngập Nic Sheff trong Beautiful Boy (2018) giúp anh được đề cử giải BAFTA cho Nam diễn viên phụ xuất sắc nhất. Năm 2019, Chalamet vào vai chính trong các phim chính kịch cổ trang Quốc vương và Những người phụ nữ bé nhỏ. Năm 2021, anh đóng chính trong nhiều bộ phim của các đạo diễn tên tuổi như vai Paul Atreides trong phim sử thi khoa học viễn tưởng Dune: Hành tinh cát của Denis Villeneuve, The French Dispatch của Wes Anderson và Đừng nhìn lên của Adam McKay.
Trên sân khấu, Chalamet đã đóng vai chính trong vở kịch tự truyện Prodigal Son (2016) và được đề cử Giải Liên đoàn kịch Hoa Kỳ cho Màn trình diễn xuất sắc, giành được Giải Lucille Lortel cho Nam diễn viên chính sân khấu xuất sắc nhất.

## Cuộc đời và sự nghiệp
Chalamet sinh ra ở quận Manhattan, thành phố New York và lớn lên tại vùng ngoại ô Hell's Kitchen. Mẹ của anh, Nicole Flender, một nhà môi giới bất động sản, là cựu vũ công của nhà hát Broadway, còn cha anh, Marc Chalamet, là biên tập viên của UNICEF. Chalamet có một người chị gái tên Pauline (sinh năm 1992), là diễn viên hiện đang sinh sống ở Paris. Anh có người cậu là nhà làm phim Rodman Flender và người dì là biên kịch, nhà sản xuất truyền hình Amy Lippman. Ông ngoại của Chalamet, Harold Flender, từng là một biên kịch, còn bà ngoại anh, Enid Flender, cũng là cựu vũ công Broadway giống như mẹ anh.

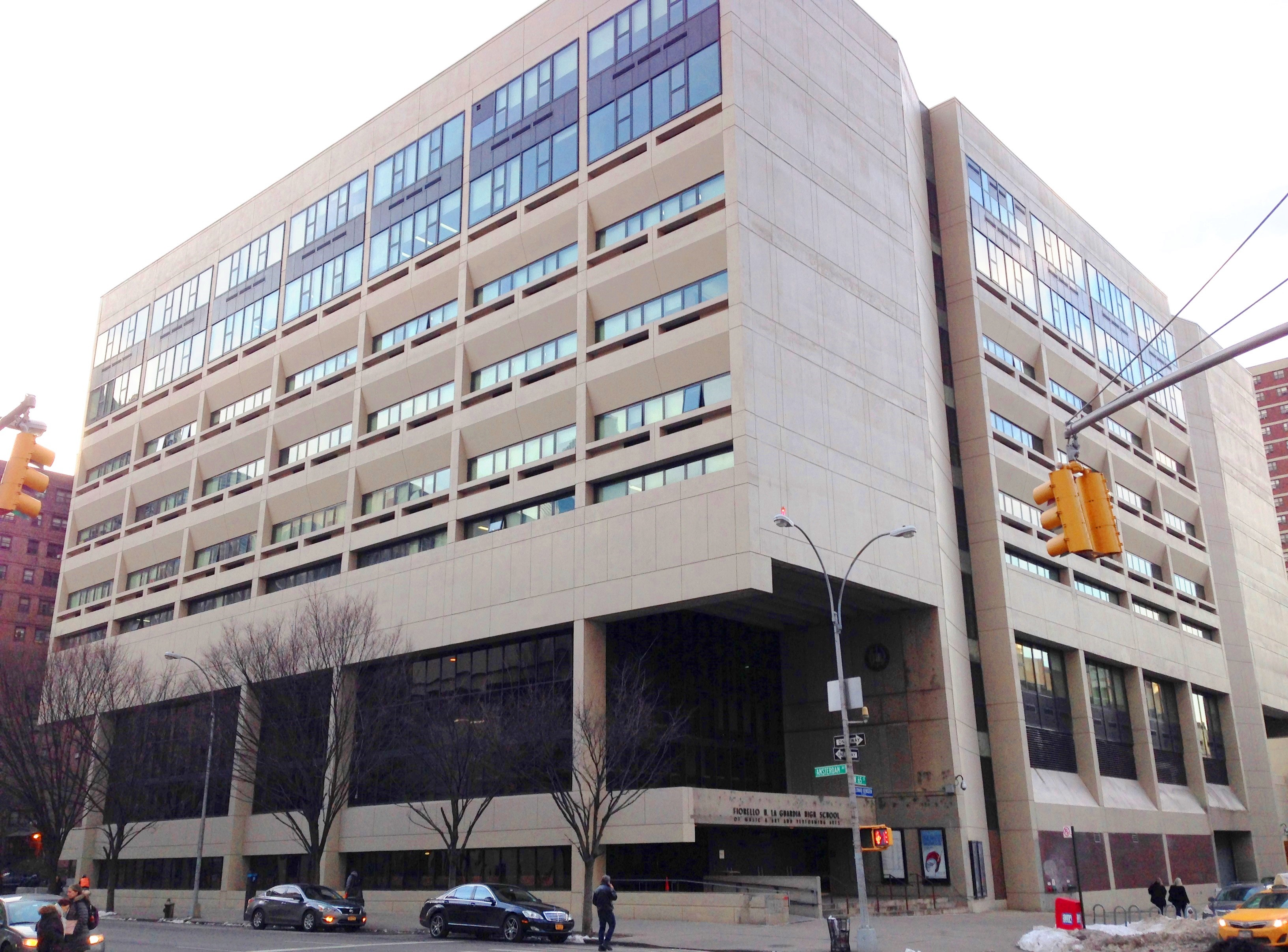
Trường Trung học Fiorello H. LaGuardia High School of Music & Art and Performing Arts nơi Chalamet từng theo học.

Chalamet thông thạo hai ngôn ngữ là tiếng Anh và tiếng Pháp, đồng thời cũng mang hai quốc tịch Mỹ–Pháp và có xuất thân đa quốc gia: mẹ anh là dân New York chính gốc đời thứ ba (có tổ tiên là người Nga và Áo) và theo đạo Do Thái; trong khi đó cha anh mang quốc tịch Pháp (ông nội anh là người Pháp còn bà nội vốn là người Canada di cư sang Pháp), đến từ Nîmes và là một tín đồ đạo Tin Lành. Thời thơ ấu, anh dành nhiều kì nghỉ hè với ông bà nội của mình ở Le Chambon-sur-Lignon, một ngôi làng nhỏ cách thành phố Lyon hai giờ đồng hồ di chuyển. Chalamet nói rằng khoảng thời gian ở Pháp đã hình thành nên những bản sắc, sự giao thoa văn hóa trong con người anh. Phỏng vấn với tờ La Presse, anh kể: "Khi tôi ở đó [Pháp], tôi trở thành phiên bản Pháp của chính mình. Tôi hoàn toàn thấm nhuần nền văn hóa [Pháp], thậm chí đã từng có giấc mơ bằng tiếng Pháp." Mơ ước thuở nhỏ của Chalamet là trở thành cầu thủ bóng đá chuyên nghiệp: "Tôi từng làm huấn luyện viên tại một trại hè bóng đá ở Pháp, huấn luyện cho mấy đứa nhỏ từ sáu đến mười tuổi khi tôi mới 13."
Chalamet theo học tại trường Tiểu học PS 87 William T. Sherman, sau đó học chương trình Delta tuyển chọn tại trường Trung học cơ sở MS 54 Booker T. Washington, theo như anh miêu tả là "ba năm khốn khổ" vì thiếu đi góc sáng tạo do môi trường học tập quá khắc nghiệt. Việc Chalamet trúng tuyển vào trường Trung học phổ thông Âm nhạc & Nghệ thuật và Biểu diễn nghệ thuật Fiorello H. LaGuardia chính là bước ngoặt trong nhận thức của anh về niềm đam mê diễn xuất. Harry Shifman, giáo viên dạy kịch của Chalamet khi anh học năm hai ở LaGuardia, đặc biệt ấn tượng với màn thử vai của anh nên đã khăng khăng nhận Chalamet vào trường dù trước đó anh đã bị từ chối trong vòng phỏng vấn. Ông nói, "Tôi đã chấm cho cậu ấy [Chalamet] điểm cao nhất trong số tất cả những buổi thử vai trẻ mà tôi làm giám khảo." Năm 2013, Chalamet tốt nghiệp trường Trung học LaGuardia. Anh đóng vai chính trong nhiều vở nhạc kịch tại trường học, như vai Emcee trong vở Cabaret và Oscar Lindquist trong Sweet Charity. Anh cũng là cựu học viên của YoungArts, một tổ chức từ thiện của Mỹ giúp nuôi dưỡng các nghệ sĩ trung học mới nổi.
Sau khi tốt nghiệp trung học, Chalamet theo học tại trường Đại học Columbia trong vòng một năm, chuyên ngành nhân văn học. Anh sau đó chuyển đến trường Gallatin School of Individualized Study (một nhánh của trường Đại học New York), để tiện hơn cho việc theo đuổi nghiệp diễn, cũng như thấy việc tiếp tục theo học ở Columbia là quá khó khăn ngay sau khi hoàn tất bộ phim Hố đen tử thần (2014). Rời Columbia, anh chuyển tới Concourse, Bronx sinh sống.

### 2008–2016: Những vai diễn đầu tiên
Ngay từ khi còn nhỏ, Chalamet đã xuất hiện trong nhiều quảng cáo, bên cạnh đó là các vai diễn trong hai phim kinh dị ngắn Sweet Tooth và Clown. Anh có lần ra mắt màn ảnh nhỏ đầu tiên với vai nạn nhân của một vụ giết người trong seri phim cảnh sát hình sự dài tập Law & Order (2009), nối tiếp đó là vai phụ trong phim truyền hình Loving Leah (2009). Năm 2011 đánh dấu lần đầu tiên Chalamet ra mắt trên sân khấu trong một vở hài kịch tuổi mới lớn Off-Broadway mang tên The Talls, lấy bối cảnh những năm 70 của thế kỉ trước. Chalamet khi ấy 16 tuổi đảm nhiệm vai cậu nhóc Nicholas 12 tuổi luôn tò mò chuyện giới tính. Tổng biên tập mảng phê bình kịch nghệ sân khấu của tờ New York Daily News viết: "Chalamet đã khắc họa một cách rất vui nhộn sự hiếu kì về giới tính đang dần thức tỉnh trong một đứa trẻ tuổi dậy thì." Năm 2012, anh trở lại với vai trò một diễn viên phim truyền hình trong seri Royal Pains, tiếp theo đó là vai người con ương ngạnh Finn Walden trong Homeland, seri phim gián điệp-giật gân được giới chuyên gia đánh giá rất cao. Chalamet cùng các bạn diễn trong Tổ quốc đã nhận được một đề cử từ Nghiệp đoàn Diễn viên Màn ảnh Hoa Kỳ cho Màn trình diễn đột phá của một dàn diễn viên.

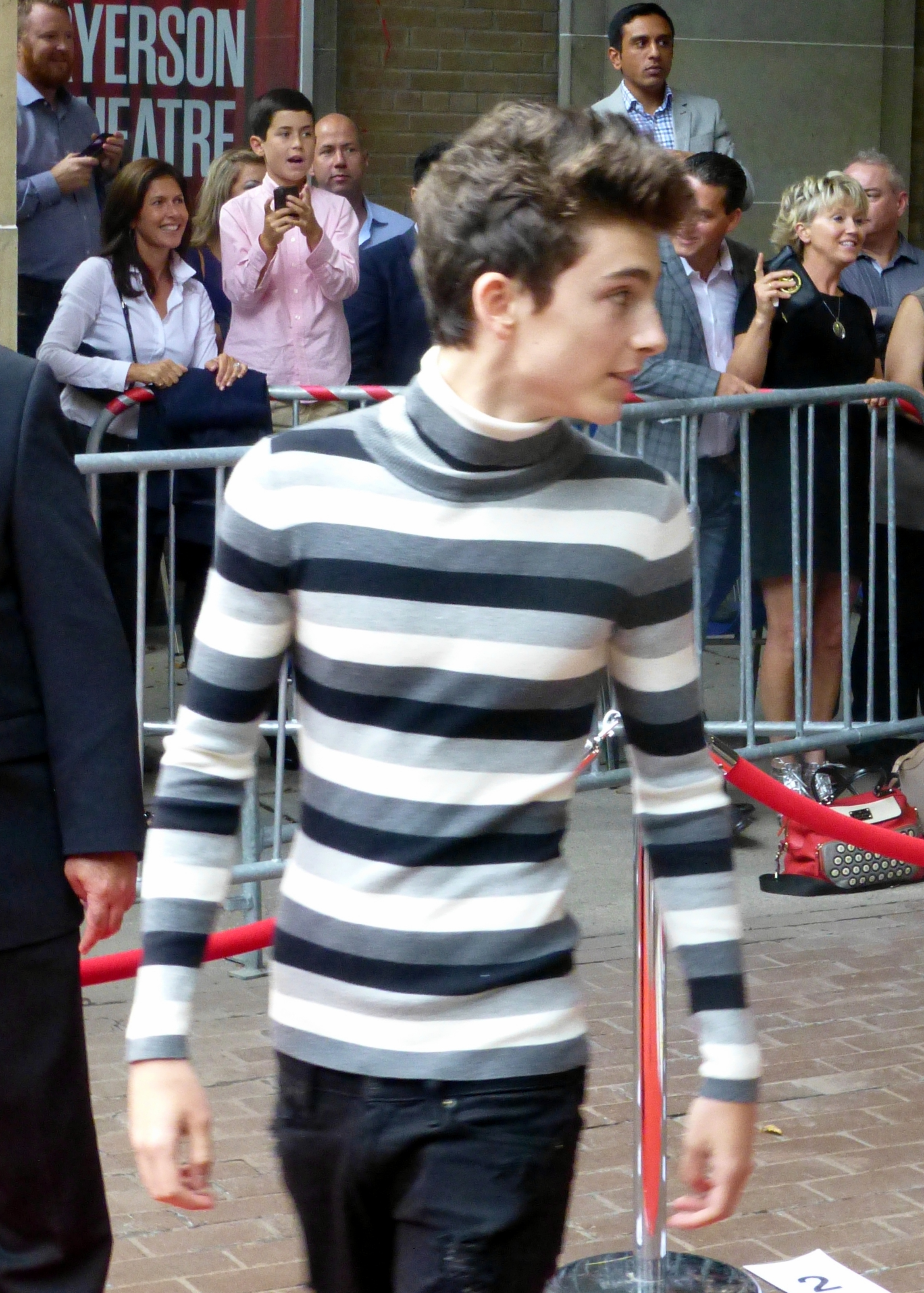
Chalamet tại Liên hoan phim quốc tế Toronto 2014

Năm 2014 đánh dấu lần đầu tiên Chalamet xuất hiện trên màn ảnh rộng với vai phụ Danny Vance, trong tác phẩm bị giới phê bình chỉ trích Men, Women & Children của đạo diễn Jason Reitman. Cũng trong năm 2014, anh vào vai Tom Cooper trong phim khoa học viễn tưởng Hố đen tử thần của đạo diễn Christopher Nolan. Phim nhận được đánh giá rất tích cực của khán giả cũng như những khen ngợi từ giới chuyên gia về diễn xuất của các diễn viên, thu về tới 675 triệu USD trên toàn cầu. Chalamet khép lại năm 2014 của mình với vai diễn Sam thời niên thiếu trong phim hài Worst Friends. Dù chỉ có số suất chiếu giới hạn nhưng tác phẩm cũng nhận được nhiều đánh giá tích cực. Năm 2015, anh vào vai chính Zac trong bộ phim viễn tưởng-giật gân One & Two, đạo diễn bởi Andrew Droz Palermo. Tác phẩm kể về nhân vật Zac cùng với em gái của mình—Eva, sau khi người mẹ đổ bệnh, bắt đầu khám phá ra những siêu năng lực kì lạ và nhiều bí mật đen tối tồn tại trong gia đình. One & Two nhận được đánh giá trái chiều khi xuất hiện lần đầu tại Liên hoan phim quốc tế Berlin, sau đó ra rạp với số suất chiếu hạn chế. Vai diễn kế tiếp của Chalamet là nhân vật Stephen Elliott thời niên thiếu trong bộ phim của đạo diễn Pamela Romanowsky, The Adderall Diaries. Năm 2015 của anh kết thúc với vai diễn cậu cháu trai rầu rĩ Charlie Cooper của phim hài mùa Giáng sinh mang tên Giáng sinh nhớ đời, tuy nhiên phim lại nhận được phản hồi tiêu cực.
Chalamet nhấn mạnh rằng trong khoảng thời gian sau Hố đen tử thần—vai diễn anh đã trông đợi sẽ là một cú hích trong sự nghiệp— anh tham gia nhiều buổi thử vai nhưng tiếc thay đều thất bại, chẳng hạn như Ác quỷ sàn catwalk (2016), Thuyết yêu thương (2014) và White Boy Rick (2018).
Tháng 2 năm 2016, Chalamet vào vai chính Jim Quinn trong vở kịch tự truyện Prodigal Son của nhà hát Manhattan Theatre Club. Diễn xuất của anh trong Prodigal Son nhận được nhiều khen ngợi và mang về một đề cử của Liên đoàn kịch Hoa Kỳ cho Màn trình diễn xuất sắc, cùng với đó là một chiến thắng tại lễ trao giải Lucille Lortel cho hạng mục Nam diễn viên chính sân khấu xuất sắc nhất. Chalamet tiếp tục tham gia vào phim điện ảnh Miss Stevens của đạo diễn Julia Hart, đảm nhiệm vai cậu học trò nghịch ngợm Billy Mitman. Nhận xét về vai diễn này, Stephen Farber của tờ The Hollywood Reporter viết: "Cậu ấy [Chalamet] vẫn luôn rất thu hút ngay cả khi chỉ yên lặng dõi theo các nhân vật khác và tương tác với họ. Còn khi cậu ấy bùng nổ với những xúc cảm giận dữ, điên cuồng, thì lại khiến cho tất cả chúng ta phải sửng sốt. [...]"

### 2017–nay: Đột phá

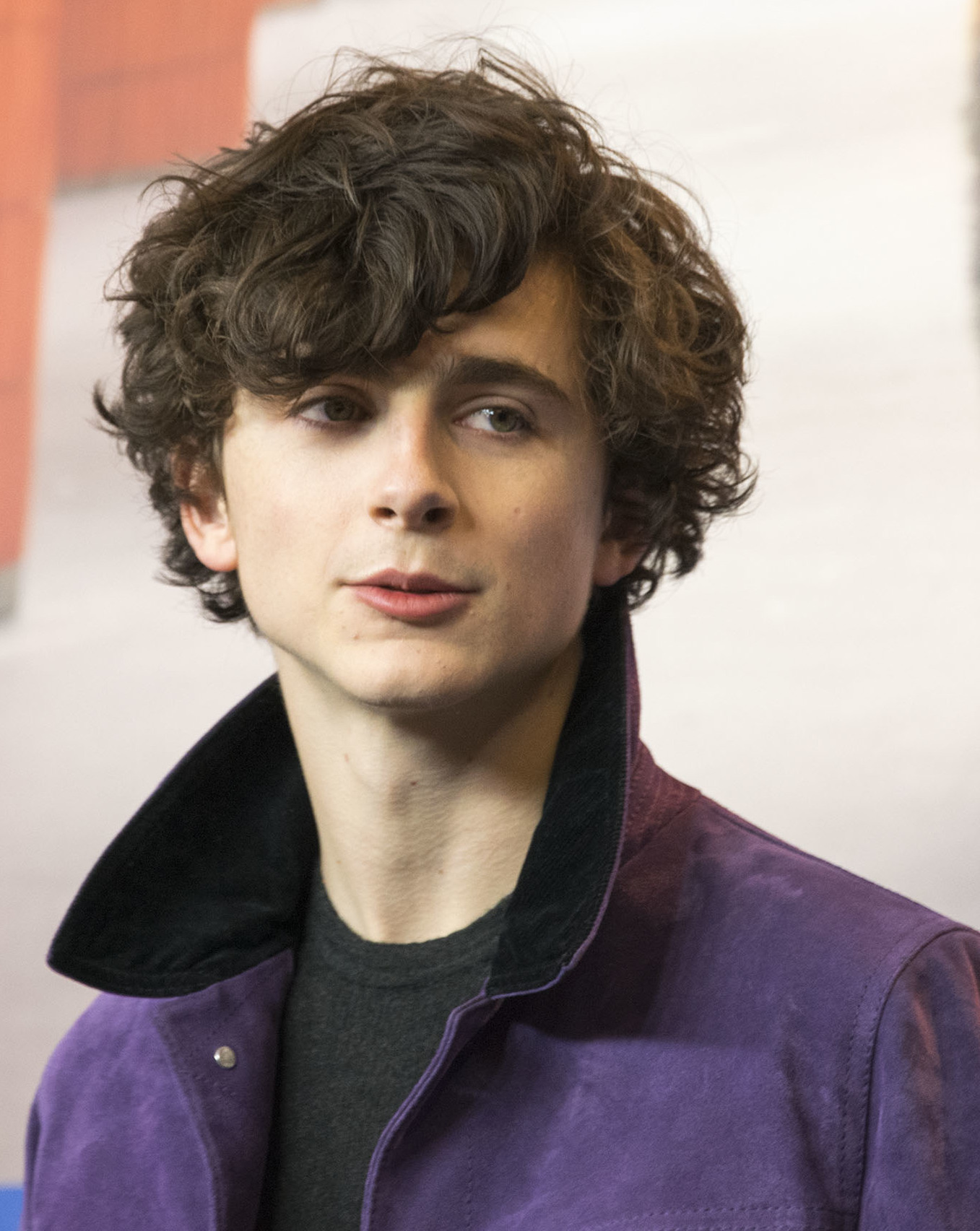
Chalamet tại buổi họp báo phim Call Me by Your Name, Liên hoan phim quốc tế Berlin 2017

Mở đầu năm 2017 của Chalamet là vai chính mà anh đã được chỉ định trước đó ba năm, trong phim điện ảnh chuyển thể từ tiểu thuyết cùng tên năm 2007 của André Aciman, Call Me by Your Name, đạo diễn bởi Luca Guadagnino. Lấy bối cảnh tại vùng nông thôn miền Bắc nước Ý năm 1983, bộ phim xoay quanh mối quan hệ lãng mạn giữa thiếu niên 17 tuổi Elio Perlman (Chalamet) và sinh viên 24 tuổi người Mỹ, Oliver (Armie Hammer), trợ lí thực tập cho cha của Elio. Để chuẩn bị cho phim, Chalamet đã học tiếng Ý và đàn ghita, đồng thời cũng luyện tập lại đàn piano. Phim có buổi công chiếu đầu tiên tại Liên hoan phim Sundance tháng 1 năm 2017 và nhận được sự hoan nghênh nhiệt liệt, bên cạnh đó diễn xuất của Chalamet cũng được đánh giá cao. Jon Frosch của tờ The Hollywood Reporter viết: "Không có màn trình diễn nào của năm nay có thể chân thực theo một cách vừa cảm động, vừa rất thể xác mà cũng rất tâm hồn như vậy", đồng thời anh liệt Chalamet vào danh sách những màn thể hiện tuyệt vời nhất năm 2017 của tạp chí. Tương tự, The New York Times cũng đưa Chalamet vào danh sách của mình, tôn vinh anh là một trong những nam diễn viên xuất sắc nhất của năm. Màn trình diễn của Chalamet trong Call Me by Your Name đã mang về cho anh một chiến thắng tại Lễ trao giải phim Độc lập Gotham hạng mục Nam diễn viên đột phá, đồng thời cũng giúp anh nhận được đề cử cho hạng mục Nam diễn viên xuất sắc nhất tại các lễ trao giải lớn khác như Giải Quả cầu vàng lần thứ 75, Giải thưởng của Nghiệp đoàn Diễn viên Màn ảnh, Giải BAFTA lần thứ 71 và Giải Oscar lần thứ 90. Chalamet là người trẻ thứ ba trong lịch sử lễ trao giải Oscar được đề cử tại hạng mục Nam diễn viên chính xuất sắc nhất, khi đó anh 22 tuổi, và là người trẻ nhất trong vòng 80 năm kể từ Mickey Rooney năm 1939.
Tác phẩm thứ hai trong năm 2017 mà Chalamet tham gia là Hot Summer Nights của đạo diễn Elijah Bynum. Anh vào vai Daniel Middleton, một thiếu niên vụng về bị cuốn vào công việc bán ma túy trong suốt mùa hè khi anh được mẹ gửi đến ở nhờ nhà họ hàng ở vùng Cape Cod. Phim có số suất chiếu giới hạn vào tháng 7 năm 2018 và nhận được nhiều ý kiến trái chiều từ giới chuyên môn, dù màn thể hiện của Chalamet vẫn thường được đánh giá là nổi bật. Cũng trong năm 2017, anh vào vai cậu ấm nhà giàu sành điệu Kyle Scheible, thành viên trong một ban nhạc và cũng là bạn trai của nữ chính do Saoirse Ronan đảm nhiệm trong phim điện ảnh Lady Bird: Tuổi nổi loạn, tác phẩm đầu tay trong vai trò đạo diễn của Greta Gerwig. Dàn diễn viên nhận được nhiều lời khen ngợi, trong đó Ty Burr của tờ The Boston Globe đánh giá vai diễn của Chalamet là "rất thú vị". Tháng 12 năm 2017 đánh dấu bộ phim cuối cùng của anh trong năm—phim Viễn Tây Hostiles, đạo diễn bởi Scott Cooper, trong đó Chalamet vào vai người quân nhân Philippe DeJardin.

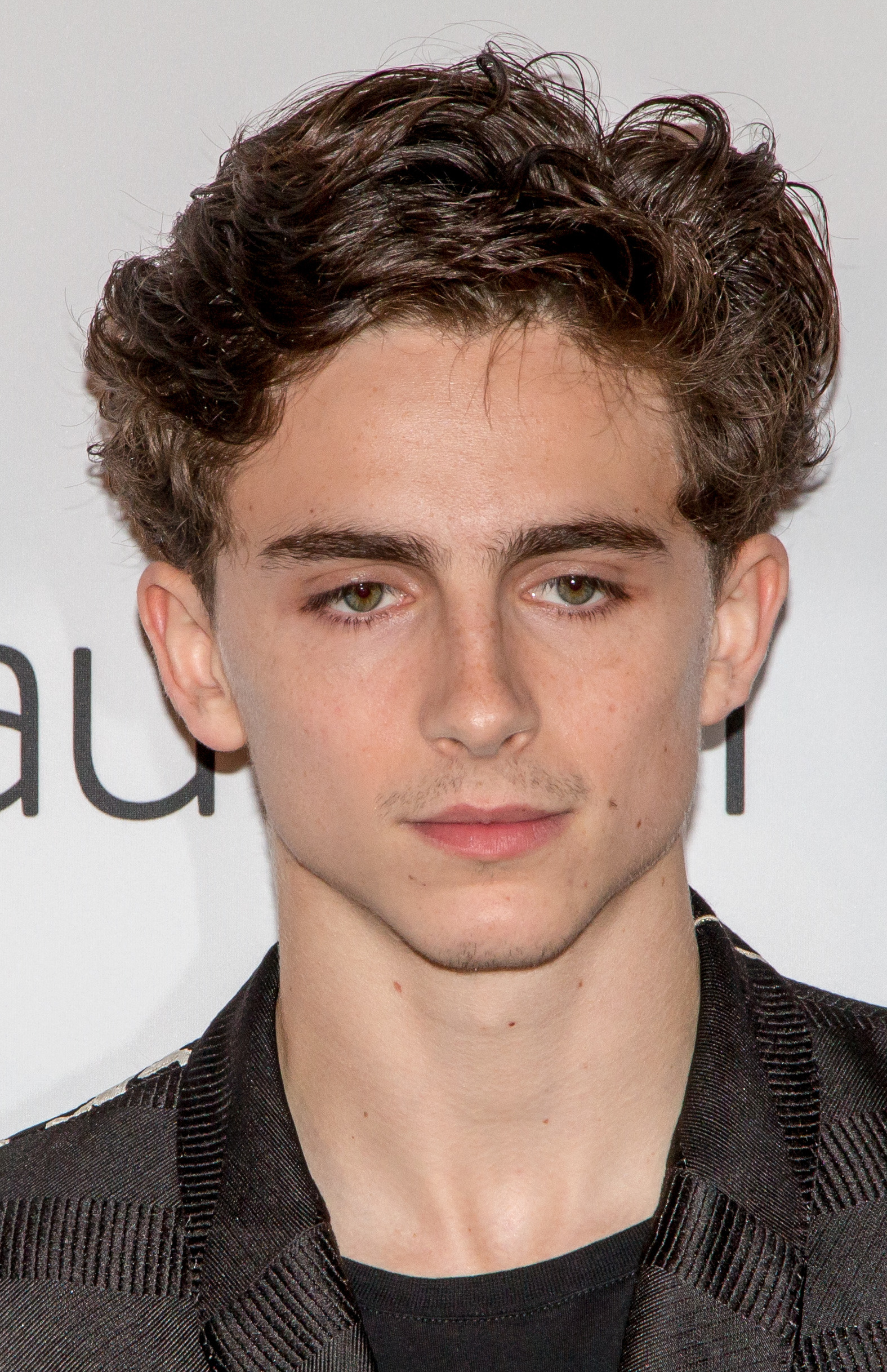
Chalamet tại Liên hoan phim quốc tế Toronto 2018

Năm 2018, Chalamet gia nhập Viện Hàn lâm Khoa học và Nghệ thuật Điện ảnh Hoa Kỳ. Vai diễn tiếp theo của anh là thiếu niên nghiện ngập Nic Sheff trong phim Beautiful Boy của đạo diễn Felix van Groeningen giúp Chalamet nhận được đề cử cho hạng mục Nam diễn viên phụ xuất sắc nhất trong lễ trao giải của Nghiệp đoàn Diễn viên Màn ảnh Hoa Kỳ, Quả cầu vàng và Viện Hàn lâm Anh.
Năm 2019, Chalamet tham gia vào phim hài lãng mạn Chuyện ngày mưa ở New York, tuy nhiên bộ phim chỉ được chiếu với số lượng rất ít do những cáo buộc tình dục chống lại đạo diễn của phim, Woody Allen. Cũng bởi lý do này mà Chalamet đã quyết định quyên góp toàn bộ tiền cát-xê anh nhận được từ bộ phim cho các tổ thức từ thiện Time's Up, LGBT Center of New York và RAINN. Tiếp theo đó, anh vào vai hoàng tử trẻ tuổi của Vương quốc Anh Henry V, người bất đắc dĩ phải thừa kế ngai vàng sau khi vua cha qua đời, trong phim chính kịch dựa trên vở Henriad của Shakespeare, Quốc vương, đạo diễn bởi David Michôd và được chiếu trên nền tảng Netflix. Phim thứ ba trong năm 2019 của Chalamet, đồng thời cũng là lần thứ hai anh cộng tác cùng bạn diễn Saoirse Ronan và đạo diễn Greta Gerwig, Những người phụ nữ bé nhỏ, được chuyển thể từ tiểu thuyết cùng tên của Louisa May Alcott. Anh vào vai Theodore "Laurie" Laurence, một chàng trai trẻ chìm đắm trong tình yêu. Phim có phản hồi tích cực từ giới chuyên môn. Diễn xuất của Chalamet nhận được nhiều lời khen ngợi, trong đó có Peter Travers của tờ Rolling Stone và Ann Hornaday của The Washington Post; Travers nhận xét Chalamet đã khắc họa sinh động vai diễn với "sức hút bẩm sinh và vẻ u buồn đầy cảm động".
Năm 2021, Chalamet xuất hiện trong phim điện ảnh hài-chính kịch The French Dispatch của đạo diễn Wes Anderson, đánh dấu lần thứ ba anh cộng tác cùng Saoirse Ronan. Anh vào vai chính Paul Atreides trong tác phẩm điện ảnh Dune: Hành tinh cát chuyển thể từ tiểu thuyết khoa học viễn tưởng cùng tên, đạo diễn bởi Denis Villeneuve. Phim hài Đừng nhìn lên của Adam McKay cũng có sự góp mặt của Chalamet.

#### Các dự án sắp ra mắt
Chalamet sẽ cùng nữ diễn viên Taylor Russell đóng chính trong bộ phim Bones & All của đạo diễn Luca Guadagnino, chuyển thể từ cuốn sách cùng tên. Tháng 4 năm 2020 là lần đầu tiên anh ra mắt tại các nhà hát London với vở kịch 4000 Miles của đạo diễn Amy Herzog, tuy nhiên công đoạn chuẩn bị cho vở kịch phải hoãn lại do ảnh hưởng của đại dịch COVID-19. Chalamet sẽ vào vai Bob Dylan trong phim điện ảnh kể về cuộc đời của nam ca sĩ, mang tên Going Electric, đạo diễn bởi James Mangold, nhưng cũng do ảnh hưởng của đại dịch COVID-19 ở Hoa Kỳ, việc tiến hành sản xuất bộ phim đã phải tạm dừng.  Tháng 5 năm 2021, anh được chọn vào vai Willy Wonka thời trẻ trong phim ca nhạc Wonka của đạo diễn Paul King, dự kiến ra mắt vào tháng 3 năm 2023. Anh sẽ trở lại với vai chính Paul Atreides trong phần phim tiếp nối của Dune: Hành tinh cát mang tên Dune: Part Two, dự kiến ra mắt vào ngày 23 tháng 10 năm 2023.

## Các tác phẩm đã tham gia

### Điện ảnh
| Chưa ra mắt | Chưa ra mắt |

| Năm  | Tựa đề                         | Vai diễn                   | Đạo diễn                    | Ghi chú                  |
| ---- | ------------------------------ | -------------------------- | --------------------------- | ------------------------ |
| 2008 | Sweet Tooth                    | Samuel                     | Rory Kindersley, Jason Noto |                          |
| 2008 | Clown                          | Cậu bé Hề                  | Tate Steinsiek              |                          |
| 2014 | Men, Women & Children          | Danny Vance                | Jason Reitman               |                          |
| 2014 | Spinner                        | Jace                       | Erik L. Barnes              |                          |
| 2014 | Interstellar                   | Tom Cooper (trẻ)           | Christopher Nolan           |                          |
| 2014 | Worst Friends                  | Sam (trẻ)                  | Ralph Arend                 |                          |
| 2015 | One & Two                      | Zac                        | Andrew Droz Palermo         |                          |
| 2015 | The Adderall Diaries           | Stephen Elliott            | Pamela Romanowsky           |                          |
| 2015 | Giáng sinh nhớ đời             | Charlie Cooper             | Jessie Nelson               |                          |
| 2016 | Miss Stevens                   | Billy Mitman               | Julia Hart                  |                          |
| 2017 | Call Me by Your Name           | Elio Perlman               | Luca Guadagnino             |                          |
| 2017 | Hot Summer Nights              | Daniel Middleton           | Elijah Bynum                |                          |
| 2017 | Lady Bird: Tuổi nổi loạn       | Kyle Scheible              | Greta Gerwig                |                          |
| 2017 | Hostiles                       | Philippe DeJardin          | Scott Cooper                |                          |
| 2018 | Beautiful Boy                  | Nic Sheff                  | Felix van Groeningen        |                          |
| 2018 | Chuyện ngày mưa ở New York     | Gatsby Welles              | Woody Allen                 |                          |
| 2019 | Quốc vương                     | Vua Henry V                | David Michôd                |                          |
| 2019 | Những người phụ nữ bé nhỏ      | Theodore "Laurie" Laurence | Greta Gerwig                |                          |
| 2021 | The French Dispatch            | Zeffirelli B.              | Wes Anderson                |                          |
| 2021 | Dune: Hành tinh cát            | Paul Atreides              | Denis Villeneuve            |                          |
| 2021 | A Man Named Scott              | Chính mình                 | Robert Alexander            | Phim tài liệu            |
| 2021 | Đừng nhìn lên                  | Yule                       | Adam McKay                  |                          |
| 2022 | Bones & All                    | Lee                        | Luca Guadagnino             | Đóng chính kiêm sản xuất |
| 2023 | Wonka                          | Willy Wonka thời trẻ       | Paul King                   |                          |
| 2024 | Dune: Hành tinh cát – Phần hai | Paul Atreides              | Denis Villeneuve            |                          |

### Truyền hình
| Năm       | Tựa đề                                                          | Vai diễn                  | Ghi chú                                             |
| --------- | --------------------------------------------------------------- | ------------------------- | --------------------------------------------------- |
| 2009      | Law & Order                                                     | Eric Foley                | Tập "Pledge"                                        |
| 2009      | Loving Leah                                                     | Jake Lever (trẻ)          | Phim điện ảnh truyền hình                           |
| 2011      | What Would You Do?                                              | Không được ghi công       | Tập "Ginger Abuse"                                  |
| 2012      | Royal Pains                                                     | Luke                      | 4 tập                                               |
| 2012      | Homeland                                                        | Finn Walden               | 8 tập                                               |
| 2013      | Trooper                                                         | Lee Flaxton               |                                                     |
| 2020      | Graduate Together: America Honors the High School Class of 2020 | Chính mình                | Chương trình đặc biệt                               |
| 2020      | We Are Who We Are                                               | Người qua đường           | Diễn viên quần chúng Tập "Right here, right now #3" |
| 2020–2021 | Saturday Night Live                                             | Dẫn chương trình và cameo | 2 tập                                               |

### Sân khấu
| Chưa ra mắt | Chưa ra mắt |

| Năm  | Tựa đề       | Vai diễn           | Sân khấu               |
| ---- | ------------ | ------------------ | ---------------------- |
| 2011 | The Talls    | Nicholas Clarke    | McGinn/Cazale Theatre  |
| 2016 | Prodigal Son | Jim Quinn          | Manhattan Theatre Club |
| 2020 | 4000 Miles   | Leo Joseph-Connell | The Old Vic            |

### Quảng cáo
| Năm  | Tựa đề                        | Vai diễn           | Ghi chú                 |
| ---- | ----------------------------- | ------------------ | ----------------------- |
| 2021 | "All-Electric Cadillac Lyriq" | Edgar Scissorhands | Quảng cáo Super Bowl LV |

## Giải thưởng và đề cử
Màn trình diễn của Chalamet trong Call Me by Your Name đã mang về cho anh một chiến thắng tại lễ trao giải phim Độc lập Gotham hạng mục Nam diễn viên đột phá, đồng thời cũng giúp anh nhận được đề cử cho hạng mục Nam diễn viên xuất sắc nhất tại các lễ trao giải lớn khác như giải Quả cầu vàng lần thứ 75, giải thưởng của Nghiệp đoàn Diễn viên Màn ảnh (SAG), giải BAFTA lần thứ 71, giải Critics' Choice lần thứ 23 và giải Oscar lần thứ 90. Vai phụ trong Lady Bird cũng giúp anh cùng dàn diễn viên của phim nhận được các đề cử cho Màn trình diễn đột phá tại lễ trao giải Critics' Choice lần thứ 23 và giải SAG. Với vai cậu thiếu niên nghiện ngập trong bộ phim Beautiful Boy của đạo diễn Felix van Groeningen, Chalamet được đề cử cho hạng mục Nam diễn viên phụ xuất sắc nhất của giải SAG, giải Quả Cầu Vàng và giải BAFTA.